# ویرجیل هاج
ویرجیل هاج (انگلیسی: Virgil Hodge؛ زادهٔ ۱۷ نوامبر ۱۹۸۳ در باستر) ورزشکار دو و میدانی زن در رشته دو ۲۰۰ متر اهل سنت کیتس و نویس است که در مجموع در بازی‌های آمریکای مرکزی و کارائیب، مسابقات قهرمانی آمریکای مرکزی و کارائیب، مسابقات قهرمانی آمریکای شمالی، مرکزی و کارائیب و مسابقات قهرمانی آمریکای مرکزی و کارائیب (زیر ۲۰ سال) برندهٔ ۳ مدال طلا، ۱ مدال نقره و ۲ مدال برنز شده‌است. وی در رشته دو ۱۰۰ متر در بازی‌های المپیک تابستانی ۲۰۰۸ پکن رقابت نمود. هاج از دانشگاه تگزاس کریستین فارغ‌التحصیل شده‌است.

## دستاوردها
| سال                            | مسابقه                                               | محل برگزاری                    | مقام                           | رویداد                         | توضیحات                        |
| به نمایندگی از سنت کیتس و نویس | به نمایندگی از سنت کیتس و نویس                       | به نمایندگی از سنت کیتس و نویس | به نمایندگی از سنت کیتس و نویس | به نمایندگی از سنت کیتس و نویس | به نمایندگی از سنت کیتس و نویس |
| ------------------------------ | ---------------------------------------------------- | ------------------------------ | ------------------------------ | ------------------------------ | ------------------------------ |
| ۲۰۰۰                           | مسابقات قهرمانی آمریکای مرکزی و کارائیب (زیر ۲۰ سال) | سان خوآن، پورتوریکو            | ۷ام                            | ۱۰۰ متر                        | ۱۲٫۳۱ (1.2 m/s)                |
| ۲۰۰۲                           | CARIFTA Games (U20)                                  | ناسائو                         | ۵ام                            | ۱۰۰ متر                        | ۱۱٫۹۹                          |
| ۲۰۰۲                           | CARIFTA Games (U20)                                  | ناسائو                         | ۶ام                            | ۲۰۰ متر                        | ۲۴٫۸۰                          |
| ۲۰۰۲                           | مسابقات قهرمانی آمریکای مرکزی و کارائیب (زیر ۲۰ سال) | بریج‌تاون، باربادوس             | ۵ام                            | ۱۰۰ متر                        | ۱۱٫۸۷ (0.0 m/s)                |
| ۲۰۰۲                           | مسابقات قهرمانی آمریکای مرکزی و کارائیب (زیر ۲۰ سال) | بریج‌تاون، باربادوس             | ۴ام                            | ۲۰۰ متر                        | ۲۴٫۲۹ (-0.9 m/s)               |
| ۲۰۰۲                           | مسابقات قهرمانی آمریکای مرکزی و کارائیب (زیر ۲۰ سال) | بریج‌تاون، باربادوس             | ۳ام                            | ۴ × ۱۰۰ متر امدادی             | ۴۶٫۶۵                          |
| ۲۰۰۲                           | مسابقات قهرمانی نوجوانان جهان                        | کینگستون، جامائیکا، جامائیکا   | ۱۵ام (sf)                      | ۱۰۰ متر                        | 11.94 (wind: +0.7 m/s)         |
| ۲۰۰۲                           | مسابقات قهرمانی نوجوانان جهان                        | کینگستون، جامائیکا، جامائیکا   | —                              | ۲۰۰ متر                        | DQ                             |
| ۲۰۰۲                           | مسابقات قهرمانی نوجوانان جهان                        | کینگستون، جامائیکا، جامائیکا   | ۹ام (h)                        | ۴ × ۱۰۰ متر امدادی             | ۴۶٫۱۴                          |
| ۲۰۰۳                           | مسابقات قهرمانی آمریکای مرکزی و کارائیب              | سینت‌جورجس                      | ۱۱ام (h)                       | ۱۰۰ متر                        | ۱۱٫۸۲                          |
| ۲۰۰۳                           | بازی‌های پان امریکن                                   | سانتو دومینگو                  | ۱۰ام (h)                       | ۲۰۰ متر                        | ۲۳٫۸۵                          |
| ۲۰۰۳                           | مسابقات جهانی دو و میدانی ۲۰۰۳                       | پاریس                          | ۳۵ام (h)                       | ۲۰۰ متر                        | ۲۴٫۱۷                          |
| ۲۰۰۴                           | مسابقات قهرمانی زیر ۲۳ سال آمریکای جنوبی             | بارکیسیمتو، ونزوئلا            | ۲ام (h)                        | ۱۰۰ متر                        | ۱۱٫۸۵ (wind: 0.0 m/s)          |
| ۲۰۰۴                           | مسابقات قهرمانی زیر ۲۳ سال آمریکای جنوبی             | بارکیسیمتو، ونزوئلا            | ۴ام                            | ۴ × ۱۰۰ متر امدادی             | ۴۵٫۴۶                          |
| ۲۰۰۵                           | مسابقات قهرمانی آمریکای مرکزی و کارائیب              | ناسائو                         | ۶ام (h)                        | ۱۰۰ متر                        | ۱۱٫۴۳                          |
| ۲۰۰۵                           | مسابقات قهرمانی آمریکای مرکزی و کارائیب              | ناسائو                         | –                              | ۴ × ۱۰۰ متر امدادی             | DNF                            |
| ۲۰۰۶                           | بازی‌های آمریکای مرکزی و کارائیب                      | کارتاخنا، کلمبیا، کلمبیا       | ۳ام                            | ۱۰۰ متر                        | ۱۱٫۵۲                          |
| ۲۰۰۶                           | بازی‌های آمریکای مرکزی و کارائیب                      | کارتاخنا، کلمبیا، کلمبیا       | ۲ام                            | ۲۰۰ متر                        | ۲۳٫۰۹                          |
| ۲۰۰۶                           | بازی‌های آمریکای مرکزی و کارائیب                      | کارتاخنا، کلمبیا، کلمبیا       | ۵ام                            | ۴ × ۱۰۰ متر امدادی             | ۴۵٫۰۶                          |
| ۲۰۰۷                           | بازی‌های پان امریکن                                   | ریو دو ژانیرو، برزیل           | ۶ام                            | ۱۰۰ متر                        | ۱۱٫۴۰ (0.8 m/s)                |
| ۲۰۰۷                           | بازی‌های پان امریکن                                   | ریو دو ژانیرو، برزیل           | ۴ام                            | ۲۰۰ متر                        | ۲۳٫۰۵ (-0.6 m/s)               |
| ۲۰۰۷                           | بازی‌های پان امریکن                                   | ریو دو ژانیرو، برزیل           | ۵ام                            | ۴ × ۱۰۰ متر امدادی             | ۴۴٫۱۴                          |
| ۲۰۰۷                           | NACAC Championships                                  | سان سالوادور                   | ۶ام                            | ۱۰۰ متر                        | ۱۱٫۶۳                          |
| ۲۰۰۷                           | NACAC Championships                                  | سان سالوادور                   | ۱ام                            | ۲۰۰ متر                        | ۲۲٫۷۳                          |
| ۲۰۰۷                           | NACAC Championships                                  | سان سالوادور                   | ۵ام                            | ۴ × ۱۰۰ متر امدادی             | ۴۵٫۱۵                          |
| ۲۰۰۷                           | مسابقات جهانی دو و میدانی ۲۰۰۷                       | اوساکا                         | ۱۳ام (sf)                      | ۲۰۰ متر                        | ۲۳٫۰۶                          |
| ۲۰۰۸                           | دو و میدانی در بازی‌های المپیک تابستانی ۲۰۰۸          | پکن                            | ۲۳ام (qf)                      | ۱۰۰ متر                        | ۱۱٫۴۵                          |
| ۲۰۰۸                           | دو و میدانی در بازی‌های المپیک تابستانی ۲۰۰۸          | پکن                            | ۱۹ام (qf)                      | ۲۰۰ متر                        | ۲۳٫۱۷                          |
| ۲۰۰۹                           | مسابقات قهرمانی آمریکای مرکزی و کارائیب              | هاوانا                         | ۱ام                            | ۲۰۰ متر                        | ۲۳٫۴۱                          |
| ۲۰۰۹                           | مسابقات قهرمانی آمریکای مرکزی و کارائیب              | هاوانا                         | ۱ام                            | ۴ × ۱۰۰ متر امدادی             | 43.53 NR                       |
| ۲۰۰۹                           | مسابقات جهانی دو و میدانی ۲۰۰۹                       | برلین                          | ۲۴ام (qf)                      | ۱۰۰ متر                        | ۱۱٫۵۱                          |
| ۲۰۰۹                           | مسابقات جهانی دو و میدانی ۲۰۰۹                       | برلین                          | ۱۶ام (sf)                      | ۲۰۰ متر                        | ۲۳٫۱۹                          |
| ۲۰۰۹                           | مسابقات جهانی دو و میدانی ۲۰۰۹                       | برلین                          | ۱۱ام (h)                       | ۴ × ۱۰۰ متر امدادی             | ۴۳٫۹۸                          |
| ۲۰۱۰                           | مسابقات دو و میدانی داخل سالن جهان                   | دوحه                           | ۲۷ام (h)                       | ۶۰ متر                         | ۷٫۶۱                           |
| ۲۰۱۱                           | مسابقات قهرمانی آمریکای مرکزی و کارائیب              | هاوانا                         | ۹ام (h)                        | ۱۰۰ متر                        | ۱۱٫۷۹                          |
| ۲۰۱۱                           | مسابقات قهرمانی آمریکای مرکزی و کارائیب              | هاوانا                         | ۱۴ام (h)                       | ۲۰۰ متر                        | ۲۴٫۲۸                          |
| ۲۰۱۵                           | NACAC Championships                                  | سان خوزه، کاستاریکا            | ۶ام (sf)                       | ۱۰۰ متر                        | ۱۱٫۶۲ (wind: +1.2 m/s)         |

### رکوردهای انفرادی
- ۱۰۰ متر - ۱۱٫۲۹ ثانیه (۲۰۰۷) - رکورد ملی.[۳]
- ۲۰۰ متر - ۲۲٫۶۸ ثانیه (۲۰۰۷) - رکورد ملی.